# Ne tirez pas sur l'oiseau moqueur
Ne tirez pas sur l'oiseau moqueur (titre original : To Kill a Mockingbird) est un roman classique de la littérature américaine, écrit par Harper Lee et publié en 1960. S'il tient à la fois de la fiction mêlée d'éléments biographiques, du roman d'apprentissage, de la chronique d'une petite ville du Sud des États-Unis pendant les années 1930, il contient également les éléments d'un thriller qui le rapprochent du roman policier.
L'œuvre obtient le prix Pulitzer de la fiction en 1961. Elle est adaptée au cinéma l'année suivante sous le titre Du silence et des ombres avec Gregory Peck dans le rôle d'Atticus Finch.
Ce roman présente la particularité d'être paru, en français, sous trois titres successifs (en plus du titre de l'adaptation cinématographique) :
- Quand meurt le rossignol, en 1961, dans une traduction de Germaine Béraud[1] ;
- Alouette, je te plumerai, en 1989, dans une traduction d'Isabelle Stoïanov ;
- Ne tirez pas sur l'oiseau moqueur, en 2005, dans la précédente traduction d'Isabelle Stoïanov revue par Isabelle Hausser.

## Résumé
Nous sommes dans les années 1930 pendant la Grande Dépression, dans la ville fictive de Maycomb en Alabama, au cœur de l'Amérique sudiste ségrégationniste. Atticus Finch, avocat et veuf, élève ses deux enfants Scout et Jem avec l'aide de Calpurnia, gouvernante noire qui leur tient lieu de mère. Scout est la narratrice. Jem et Scout se lient d'amitié avec Dill, un garçon qui séjourne chez sa tante pendant l'été. Les trois enfants sont terrifiés et fascinés par leur voisin Arthur « Boo » Radley, qui vit reclus chez lui. Ils imaginent l'apparence de Boo et les raisons qui le poussent à rester chez lui et essaient de le faire sortir de sa maison. Scout et Jem trouvent des petits cadeaux dans l'arbre situé devant la maison des Radley.
Avocat droit et honnête, Atticus Finch est commis d'office pour la défense d'un Noir nommé Tom Robinson, accusé d'avoir violé une femme blanche, Mayella Ewell. Au cours du procès, Atticus Finch réussit à mettre sérieusement en doute la culpabilité de Tom. Tout laisse à penser qu'en réalité, c'est Mayella Ewell qui a fait des avances à Tom Robinson et que son père, Bob Ewell, l'a battue après avoir surpris son comportement. Malgré l'absence de preuves contre Robinson et les incohérences  dans les versions de ses accusateurs, mises en évidence par Atticus, Robinson est condamné puis emprisonné. Il tente désespérément de s'évader mais, rattrapé par ses gardes, il est abattu.
Malgré le verdict favorable à sa fille, la réputation de Bob Ewell est anéantie par le procès et il jure de se venger. Il menace Atticus Finch, harcèle la veuve de Tom Robinson et s'introduit dans le jardin du juge Taylor. Le soir d'Halloween, alors que Jem et Scout rentrent chez eux dans l'obscurité après une fête donnée au lycée, il agresse les deux enfants. Jem est blessé et perd connaissance. Un inconnu le porte jusqu'à sa maison, suivi par Scout. Arrivée chez elle, Scout découvre que celui qui a porté son frère n'est autre que Boo Radley. Informé de l'affaire, le shérif Heck Tate se rend sur les lieux de l'agression ; à son retour il révèle aux Finch que la personne (jusqu'alors non identifiée à cause de l'obscurité) qui a agressé Jem et Scout est Bob Ewell, retrouvé mort poignardé sur les lieux du drame. Atticus Finch pense que c'est Jem qui a tué Bob, en état de légitime défense ; mais Heck Tate le convainc de considérer que Bob est tombé seul sur son couteau. On comprend qu'en fait c'est Boo qui a tué Ewell en portant secours aux enfants et que le shérif souhaite que Boo, d'une timidité pathologique, puisse continuer à vivre reclus chez lui, comme il le souhaite.

## Éléments autobiographiques
Bien que le livre ne soit pas une autobiographie de Harper Lee, plusieurs personnages et éléments du roman sont directement inspirés de son enfance. Le père de Harper Lee, Amasa Coleman Lee, était avocat, comme le père de Scout. En 1919, il a défendu deux hommes noirs accusés de meurtre. Après leur condamnation et leur pendaison, Amasa Coleman Lee n'a plus jamais plaidé d'affaire pénale. Il était aussi rédacteur et éditeur du journal local de Monroeville, ville natale de Lee. La mère de Scout est morte lorsque celle-ci était encore bébé, alors qu'Harper Lee avait 25 ans lorsque sa mère mourut. Elle souffrait de névrose et de ce fait ne pouvait s'occuper d'Harper. Harper Lee avait aussi un frère, qui comme Jem dans le livre était son aîné de quatre ans. Comme dans le roman aussi, une gouvernante noire venait tous les jours s'occuper de la maison de la famille Lee.
Le personnage de Dill est inspiré de l'ami d'enfance de Harper Lee, Truman Capote. Comme Dill qui habite à côté de chez Scout pendant l'été, Truman Capote habitait avec ses tantes à côté de chez Harper Lee lorsque sa mère partait à New York. Dill partageait avec Truman Capote une formidable imagination et un don pour les histoires fascinantes. Enfants, Harper Lee et Truman Capote adoraient lire et ils inventaient et jouaient leurs propres histoires. En 1960, Harper Lee accompagne Truman Capote pour l'aider à écrire son livre De sang-froid.
Comme dans le roman, vivait près de chez Harper Lee une famille dont la maison était toujours fermée. Cette famille a servi de modèle pour les Radley. Le fils de cette famille a eu des problèmes avec la justice et il est resté caché pendant 24 ans dans la maison.
Le personnage de Tom Robinson a été inspiré à Harper Lee par plusieurs personnes. Lorsqu'elle avait dix ans, une femme blanche a accusé un homme noir, Walter Lett, de l'avoir violée. L'affaire et le procès ont été suivis par le journal local du père de Harper Lee. Walter Lett a été reconnu coupable et condamné à mort mais sa peine fut commuée en prison à perpétuité après la découverte de lettres qui l'innocentaient. Il mourut en prison en 1937. Harper Lee a aussi pu être inspirée par la célèbre affaire des Scottsboro Boys, dans laquelle neuf jeunes hommes noirs ont été accusés d'avoir violé deux femmes blanches. Le personnage de Tom Robinson est aussi inspiré d'Emmett Till, un jeune noir de quatorze ans assassiné après avoir été accusé d'avoir flirté avec une femme blanche en 1955 dans le Mississippi.

## Personnages principaux
- Scout Finch : la narratrice et héroïne de l'histoire. Scout, une fille intelligente et courageuse, vit à Maycomb avec son père Atticus, son frère Jem et leur cuisinière Calpurnia. Sa foi en la bonté de la société est mise à l'épreuve lors du procès de Tom Robinson, et elle finit par développer une vision qui apprécie la bonté des gens sans ignorer leur méchanceté.

- Atticus Finch : le père de Scout et Jem, avocat à Maycomb. Veuf avec un sens de l'humour sec, il est doté d'une forte moralité et d'un sens aigu de la justice, engagé dans l'égalité raciale. En défendant Tom Robinson, un Noir, il expose sa famille à la colère de la société.

- Jem Finch : le frère de Scout et son meilleur ami. Courageux et amateur de football, il est de quatre ans l'aîné de Scout. À mesure qu'il entre dans l'adolescence, ses idéaux sont ébranlés par l'injustice qu'il observe lors du procès de Tom Robinson.

- Arthur “Boo” Radley : un reclus qui ne quitte jamais sa maison. Il laisse de petits cadeaux pour les enfants et les protège. Il est un exemple qu'il ne faut pas se fier aux apparences.

- Calpurnia : La cuisinière noire de la famille Finch. Stricte et disciplinée, elle sert de pont entre le monde blanc des enfants et sa propre communauté noire.

- Bob Ewell : Un membre ivrogne de l'une des familles les plus pauvres de Maycomb. Il représente l'ignorance et les préjugés raciaux en portant de fausses accusations contre Tom Robinson.

- Charles Baker “Dill” Harris : Le voisin d'été et ami de Jem et Scout. Un garçon imaginatif et sûr de lui, fasciné par Boo Radley, il représente l'innocence de l'enfance.

- Miss Maudie Atkinson : La voisine des Finch, une veuve à la langue bien pendue et une vieille amie de la famille. Elle partage la passion d'Atticus pour la justice et est une grande amie des enfants.

- Tante Alexandra : La sœur d'Atticus, une femme de caractère, attachée à la famille. Elle est fermement attachée aux traditions du Sud, ce qui l'amène souvent à des conflits avec Scout.

- Mayella Ewell : La fille maltraitée, solitaire et malheureuse de Bob Ewell. Bien que son père oppressif lui inspire de la pitié, son accusation contre Tom Robinson la rend impardonnable.

## Honneurs
Ne tirez pas sur l'oiseau moqueur occupe la 60e place au classement de la liste américaine des cent meilleurs livres policiers de tous les temps établie par l'association des Mystery Writers of America en 1995.

## Éditions

### Première édition américaine
- To Kill a Mockingbird, J. B. Lippincott & Co., Philadelphie, 11 juillet 1960, 296 p.

### Éditions françaises

#### Traduction de Germaine Béraud
- Quand meurt le rossignol (traduit de l'anglais par Germaine Béraud), éditions Le Livre contemporain, Paris, 1961, 316 p.
- Quand meurt le rossignol (traduit de l'anglais par Germaine Béraud), éditions Seghers, coll. « Nouveaux horizons » no 29, Paris, 1963, 223 p.

#### Traduction d'Isabelle Stoïanov
- Alouette, je te plumerai, éditions Julliard, Paris, 1989, 403 p.,  (ISBN 2-260-00628-0).
- Ne tirez pas sur l'oiseau moqueur (traduction revue par Isabelle Hausser, également auteur d'une postface), éditions de Fallois, Paris, 2005, 346 p.,  (ISBN 2-87706-550-2).
- Ne tirez pas sur l'oiseau moqueur (traduction revue par Isabelle Hausser, également auteur d'une postface, Librairie générale française, coll. « Le Livre de poche » no 30617, Paris, 2006, 447 p.
- Ne tirez pas sur l'oiseau moqueur, traduction revue par Isabelle Hausser, disponible en livre audio aux éditions Audiolib, 2015,  (ISBN 978-2-367-62036-7)
- Ne tirez pas sur l'oiseau moqueur (traduction relue, actualisée et adaptée par Isabelle Hausser ; adaptation et illustration par Fred Fordham), éditions Grasset & Fasquelle, Paris, 2018, 272 p.,  (ISBN 978-2-246-81522-8).

#### À propos du titre français
La traduction exacte de « Mockingbird » est moqueur, nom d'oiseau ambigu qui a été d'abord traduit en rossignol puis en alouette. Ce n'est qu'en 2005 que le titre du livre change en : Ne tirez pas sur l'oiseau moqueur, le nom moqueur seul n'étant pas assez compréhensible en français pour ne pas être adjoint d'oiseau, afin de lever l'ambiguïté.

## Adaptations

### Cinéma
- 1962 : Du silence et des ombres (To Kill a Mockingbird), film américain réalisé par Robert Mulligan sur un scénario de Horton Foote, avec Gregory Peck dans le rôle de l'avocat Atticus Finch, Mary Badham dans celui de « Scout » Finch, Phillip Alford, John Megna, Brock Peters et Robert Duvall. Cette adaptation cinématographique du roman est nommée à huit reprises aux Oscars et en remporte trois : Oscar du meilleur acteur pour Gregory Peck, Oscar du meilleur scénario adapté pour Horton Foote et Oscar de la meilleure direction artistique pour un film en noir et blanc.

### Bande dessinée
- 2018: Ne tirez pas sur l'oiseau moqueur (To Kill a Mockingbird), roman graphique illustré et rédigée par Fred Fordham. Traduit de l'anglais américain par Isabelle Stoïanov, relu et actualisé par Isabelle Hausser[2],[3]